# نادی‌کاماراش
نادی‌کاماراش (به مجاری:  Nagykamarás) یک منطقهٔ مسکونی در مجارستان است که در ناحیه مزوکواچ‌هازا واقع شده‌است. نادی‌کاماراش ۴۳٫۰۷ کیلومتر مربع مساحت و ۱٬۳۸۳ نفر جمعیت دارد.